# Куртене, Уильям, 2-й граф Девон
Сэр Уильям (Куртене) Кортни (англ. Sir William Courtenay; ок. 1529 — 29 сентября 1557) — английский дворянин и землевладелец, де-юре 2-й граф Девон (1556—1557).

## Биография
Родился около 1529 года. Сын Джорджа Кортни (? — 1533) и Кэтрин, дочери сэра Джорджа Сент-Леджера.
Он стал преемником своего деда сэра Уильяма Кортни (1477—1535) из Паудерема в 1535 году. Он был посвящен в рыцари в 1553 году и стал членом Палаты общин от Плимптона в 1555 году.

## Брак и дети
Около 28 ноября 1545 года он женился на леди Элизабет Паулет (ок. 1533 — 4 ноября 1576), дочери Джона Паулета, 2-го маркиза Уинчестера, и его первой жены Элизабет Уиллоуби, от которой у него были сын и дочь :
- Сэр Уильям Кортни (1553 — 24 июня 1630), женился в первый раз в 1573 году на леди Элизабет, дочери Генри Мэннерса, 2-го графа Ратленда; во второй раз на Элизабет, дочери сэра Джорджа Сиденема и вдове сэра Фрэнсиса Дрейка; в третий раз на Джейн, дочери Роберта Хилла[4][5].
- Джейн Кортни, вышла замуж в 1573 году за сэра Николаса Паркера (1547—1620)[2][6].

## Смерть
Он принял участие в битве при Сен-Кантене в августе 1557 года в Пикардии, Франция, и умер 29 сентября 1557 года.. Его вдова позже вышла замуж за сэра Генри Утреда, сына сэра Энтони Утреда и его второй жены Элизабет Сеймур, сестры Джейн, третьей супруги Генриха VIII.
В 1831 году решением Палаты лордов было установлено, что он унаследовал титул своего дальнего родственника (Эдварда Кортни, 1-го графа Девона) в качестве де-юре 2-го графа Девона в 1556 году.